# 戴薇
戴薇（Dai Wei，1989年7月21日—），青年作曲家，实验歌手。

## 背景
2007年，戴薇获得上海东方卫视《我型我秀》全国十五强。随后签约台湾福茂唱片，以流行音乐词曲作者身份发表了多首音乐。华语流行音乐代表作品：杨宗纬《出走》；郁可唯《我》；杨丞琳《不敢说的怀念》等。
随后，戴薇赴美深造，专注于当代古典音乐创作。她于2017年创作的交响乐作品《跳月》(The Dancing Moonlight)迄今已由全球数十支交响乐团演绎。2020年，她与柯蒂斯交响乐团合作的交响乐《轮回之舞》（Saṃsāric Dance）获得美国第二十九届作曲家交响乐委约金奖，并受邀为美国作曲家交响乐团（ACO, American Composers Orchestra）创作新作品。2021年，她作为中国当代青年作曲家出席纽约林肯中心音乐厅，同谭盾、周龙、吴蛮等国际顶尖艺术家同台演出她的四重奏《瓦砾中的曼陀罗》（Mandalas in the Rubble）。2022年，与ACO合作的《千门次第开》（Invisible Portals）在美国卡内基音乐厅首演，该作品由著名指挥家马林·阿尔索普指挥首演，并由洛杉矶室内交响乐团和密歇根爱乐乐团进行美国西海岸和中部的首演。2024年，她获选为洛杉矶室内乐团（LACO, Los Angeles Chamber Orchestra）“年度委约创作计划”唯一委约作曲家，并担任驻团作曲家。
音乐创作以外，戴薇也多次演唱自己创作的作品， 她的唱法融合了流行、民族、原生态呼麦等风格元素。代表作品《If I’m Lost—Now》为两只萨克斯管和人声所创作的实验电子音乐作品。戴薇获邀携此作品赴希腊参加第四十届国际电子音乐节的开幕式表演，并赴法国参演于世界萨克斯风大会(World Saxophone Congress XVII)、赴美国参加北美萨克斯风协会(NASA)、纽约电子音乐节，并在美国进行全国巡演。

## 评价
戴薇的当代古典音乐作品被纽约时报描述为“慷慨激昂”；被华盛顿邮报描述为“触目惊心”；被犹他交响乐团描述为“令人难以置信的创造性和活力”和“前十位最喜爱的女性作曲家之一”。华盛顿邮报评价她为“2022年最值得关注的22位作曲家和演奏家之一”。

## 教育
戴薇先后毕业于廣州市星海音乐学院、北卡羅來納大學格林斯伯勒分校(UNCG)，又获得全额奖学金就读于美国柯蒂斯音乐学院(Curtis Institute of Music)，师从普利策奖得主Jennifer Higdon，格莱美奖得主Richard Danielpour与David Ludwig。2019年，戴薇获得全额奖学金于美国常青藤普林斯顿大学(Princeton University)攻读作曲系哲学博士学位。